# جوناس کارپینیانو
جوناس کارپینیانو (انگلیسی: Jonas Carpignano؛ زادهٔ ۱۶ ژانویهٔ ۱۹۸۴) کارگردان فیلم، و فیلم‌نامه‌نویس اهل ایتالیا است.
وی همچنین برندهٔ جوایزی همچون جشنواره بین‌المللی فیلم قاهره، کمک‌هزینه گوگنهایم، و جایزه دیوید دی دوناتلو بهترین کارگردان شده‌است.